# Rotkehl-Hüttensänger
Der Rotkehl-Hüttensänger (Sialia sialis) ist ein mittelgroßer Singvogel aus der Familie der Drosseln.

## Merkmale
Der 18 cm lange Rotkehl-Hüttensänger ist oberseits leuchtend blau, an Kehle, Brust und Flanken kastanienbraun und an Bauch und Steiß weiß gefärbt. Das Weibchen ist wesentlich blasser und hat eine größere weiße Bauchpartie.

## Vorkommen

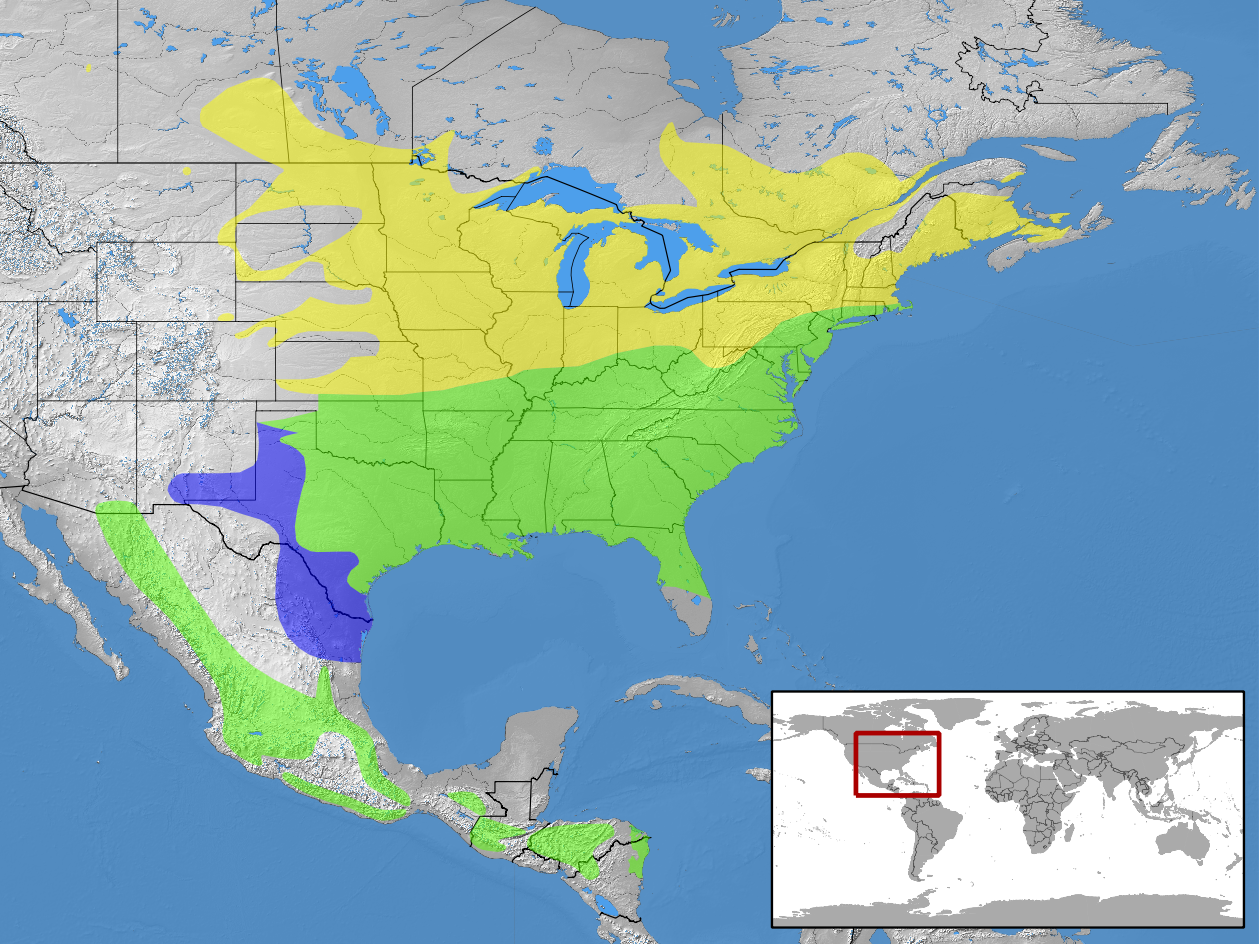
Verbreitungsgebiet:
Gelb – Nur Brutsaison
Blau – Nur außerhalb der Brutsaison
Grün – Ganzjährig

Das Verbreitungsgebiet des Rotkehl-Hüttensänger erstreckt sich über das östliche Nord- und Mittelamerika. Dort bewohnt er Felder, offene Waldlandschaften, Waldränder und Parks.

## Verhalten
Der Vogel ernährt sich von Insekten, Spinnen und Beeren.

## Fortpflanzung

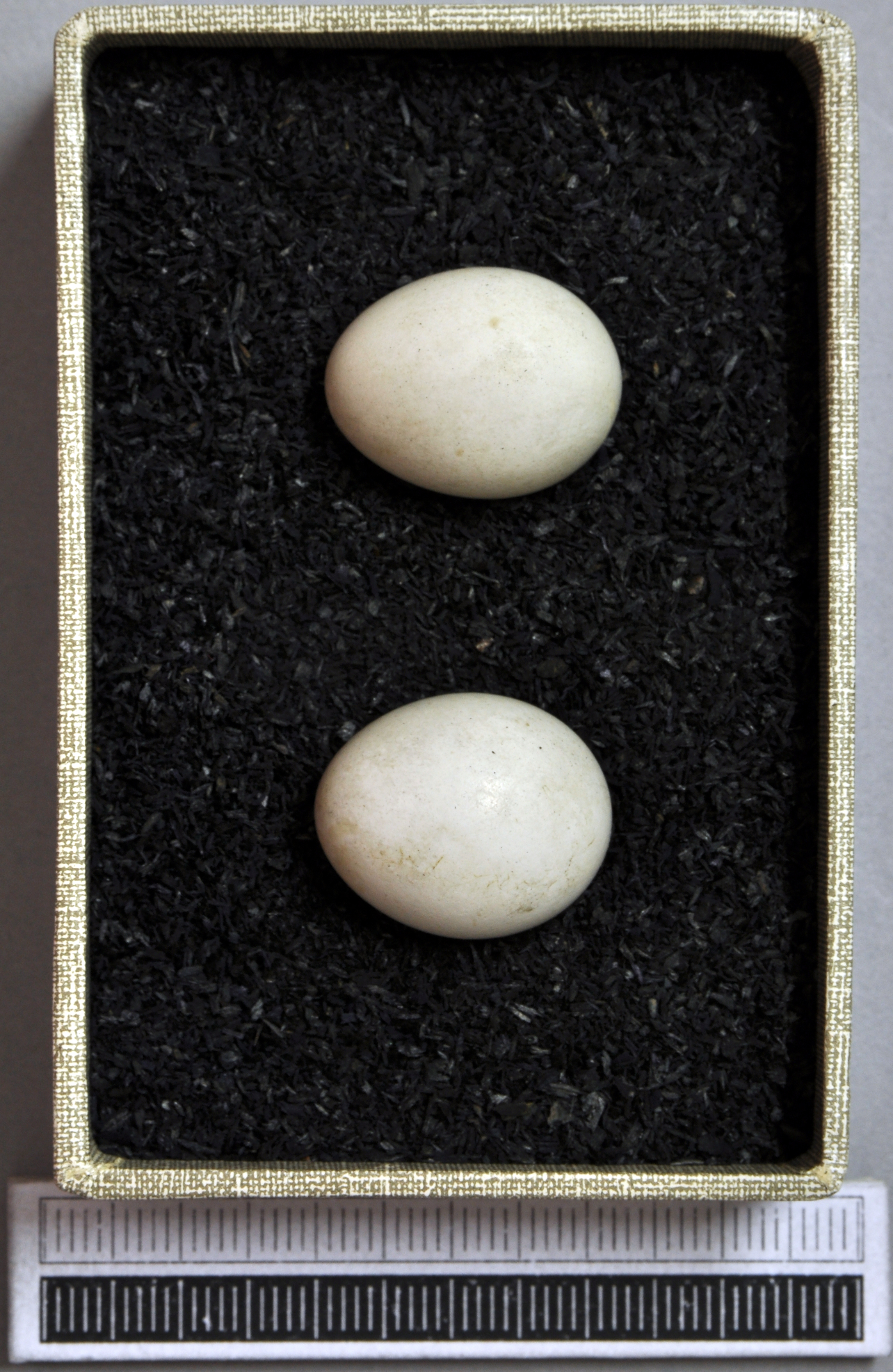
Gelege, Sammlung Museum Wiesbaden

Der Vogel brütet im Norden zweimal, im Süden dreimal pro Jahr.
Das Weibchen baut in einen Nistkasten oder eine Baumhöhle ein einfaches, schalenförmiges Nest.
Das Gelege besteht aus drei bis sieben bläulichen Eiern, die hauptsächlich vom Weibchen 12 bis 14 Tage bebrütet werden. Die Jungvögel werden von beiden Elterntieren gefüttert und werden nach 14 bis 20 Tagen flügge.
Da der Rotkehl-Hüttensänger mit anderen Arten um Nistplätze konkurrieren muss, und das Gelege oft Opfer von Nesträubern, wie dem Haussperling oder dem Star wird, wurden für den beliebten Vogel eigene Nistkästen entwickelt.

## Sonstiges
Rotkehl-Hüttensänger ist der Staatsvogel von Missouri und New York. Die Gattung der Sialia wird dort Bluebird genannt. Sie wird in mehreren Liedern besungen.

## Unterarten
Es sind acht Unterarten bekannt:
- S. s. sialis (Linnaeus, 1758)[2] – Die Nominatform kommt vom Süden und Südosten Kanadas über die östlichen und zentralen USA bis in den Nordosten Mexikos vor.
- S. s. grata Bangs, 1898[3] – Diese Unterart kommt im Süden Floridas vor.
- S. s. bermudensis Verrill, AH, 1901[4] – Diese Subspezies kommt auf den Bermudas vor.
- S. s. nidificans Phillips, AR, 1991[5] – Diese Unterart ist im östlichen zentralen Mexiko verbreitet.
- S. s. fulva Brewster, 1885[6] – Diese Subspezies ist vom Südwesten der USA bis Zentralmexiko verbreitet.
- S. s. guatemalae Ridgway, 1882[7] – Diese Unterart kommt im Südosten Mexikos und in Guatemala vor.
- S. s. meridionalis Dickey & van Rossem, 1930[8] – Diese Subspezies kommt in El Salvador, Honduras und im Norden Nicaraguas vor.
- S. s. caribaea Howell, TR, 1965[9] – Das Verbreitungsgebiet dieser Unterart erstreckt sich über den Osten Honduras bis in den Nordosten Nicaraguas.